# Radina Krumova
Radina Krumova Valerieva (n. 21 martie 1987, în Gabrovo) este o handbalistă bulgară care joacă pentru echipa națională a Bulgariei. Krumova evolueză pe postul de intermediar stânga  și, până în vara anului 2014, ea a jucat pentru echipa românească HCM Roman.

## Carieră
Radina Krumova și-a început activitatea la echipa de junioare Orloveț Gabrovo, apoi a activat la cluburi din prima ligă bulgară precum HK „Beki” Gabrovo și HK Lokomotiv Metaleks Bild Varna. Cu „Beki”, Krumova a devenit campioană națională în 2006. Tot în 2006, s-a zvonit că handbalista se va transfera la echipa muntenegreană Budućnost Podgorica.
În 2007, ea s-a mutat în Grecia și a evoluat pentru echipe precum AC Elpides HC Dramas, AC Ormi-Loux Patras sau OFN Ionias. În 2009, ea a câștigat Campionatul și Cupa Greciei, iar anul următor medalia de argint în campionat și din nou Cupa Greciei.
La sfârșitul sezonului competițional 2010-2011, Radina Krumova s-a mutat în România, semnând cu echipa CSM Bacău. Din 2012, Krumova este legitimată la HCM Roman, echipă cu care și-a prelungit contractul în 2013.

## Palmares
- Campionatul Bulgariei
  - Câștigătoare: 2006
- Campionatul Greciei
  - Medalie de aur: 2009
  - Medalie de argint: 2010
- Cupa Greciei
  -  Câștigătoare: 2009, 2010

## Premii
- Cea ma bună marcatoare în Cupa Bulgariei: 2006 (15 goluri)[8]